# زمان‌بندی ورودی/خروجی
زمانبندی ورودی/خروجی (به انگلیسی: I/O scheduling) روشی است که سیستم عامل‌های کامپیوتر با استفاده از آن ترتیب قطع شدن پردازش‌های ورودی/خروجی (I/O)ی ارسال شده به حجم‌های ذخیره‌سازی را تشخیص می‌دهند. حجم ذخیره سازی یا درایو منطقی یک منطقه ذخیره‌سازی قابل دسترس منفرد همراه با یک  فایل سیستم منفرداست که به‌طور معمول تنها در یک پارتیشن از هارد دیسک قرار دارد. زمانبندی ورودی/خروجی (I/O) گاهی زمانبندی دیسک نیز نامیده می‌شود.

## اهداف زمانبندی ورودی/خروجی (I/O)
زمانبندی ورودی/خروجی (I/O) می‌تواند اهداف بسیاری داشته باشد که با توجه به کاری که برای آن در نظر گرفته شده‌است تنظیم می‌شود، اما برخی از اهداف مشترک عبارتند از:
- برای به حداقل رساندن زمان هدر رفته هنگام جستجو در هارد دیسک.
- اولویت بندی پردازش‌های خاص توسط زمانبندی I / O.
- برای دادن سهم مورد نظری از پهنای باند دیسک به پردازش‌های در حال اجرا.
- برای تضمین این که درخواست‌ها و پردازش‌های خاصی قبل از مهلتی محدود انجام شوند.